# Pasieka

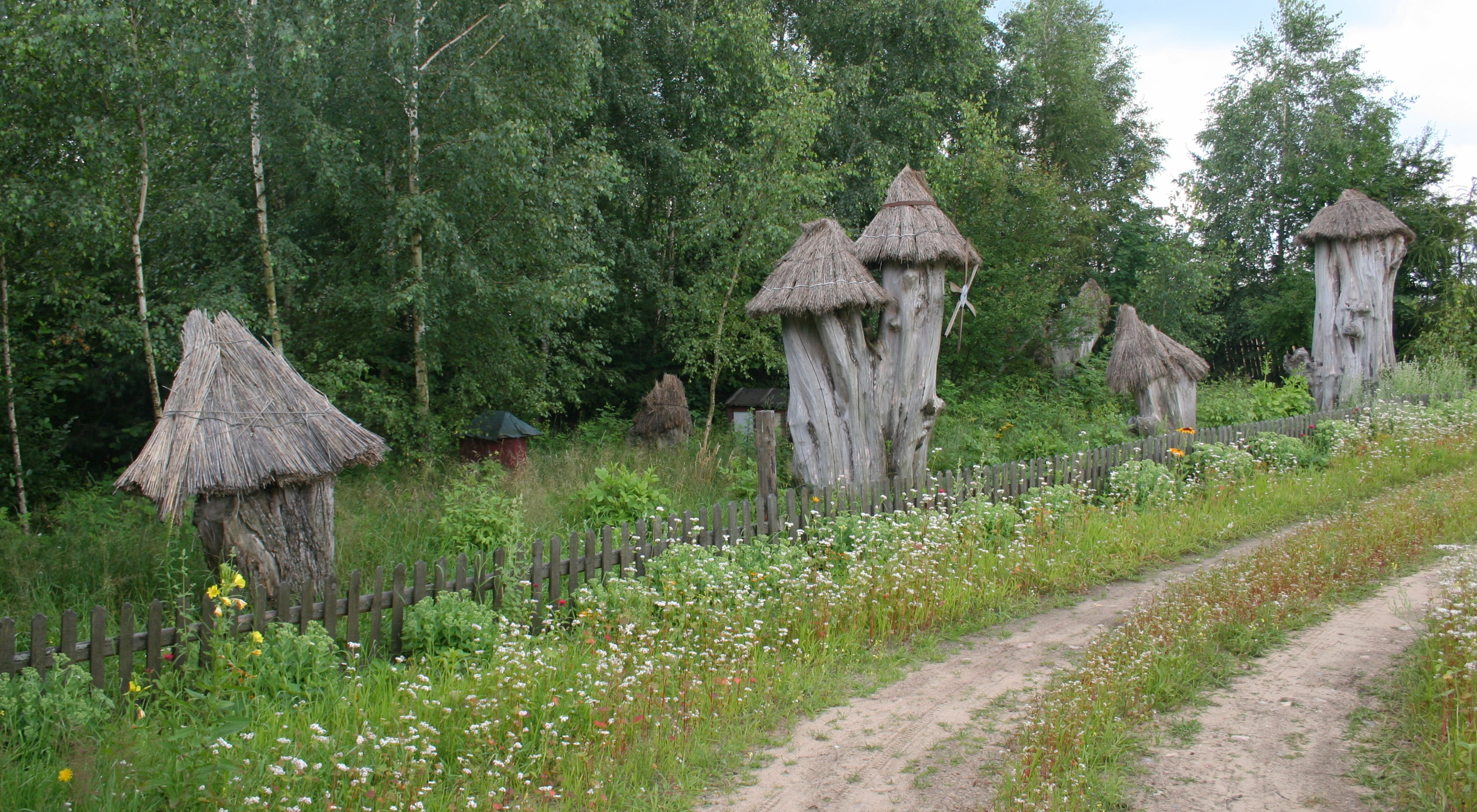
Pasieka na Podlasiu w gminie Kleszczele

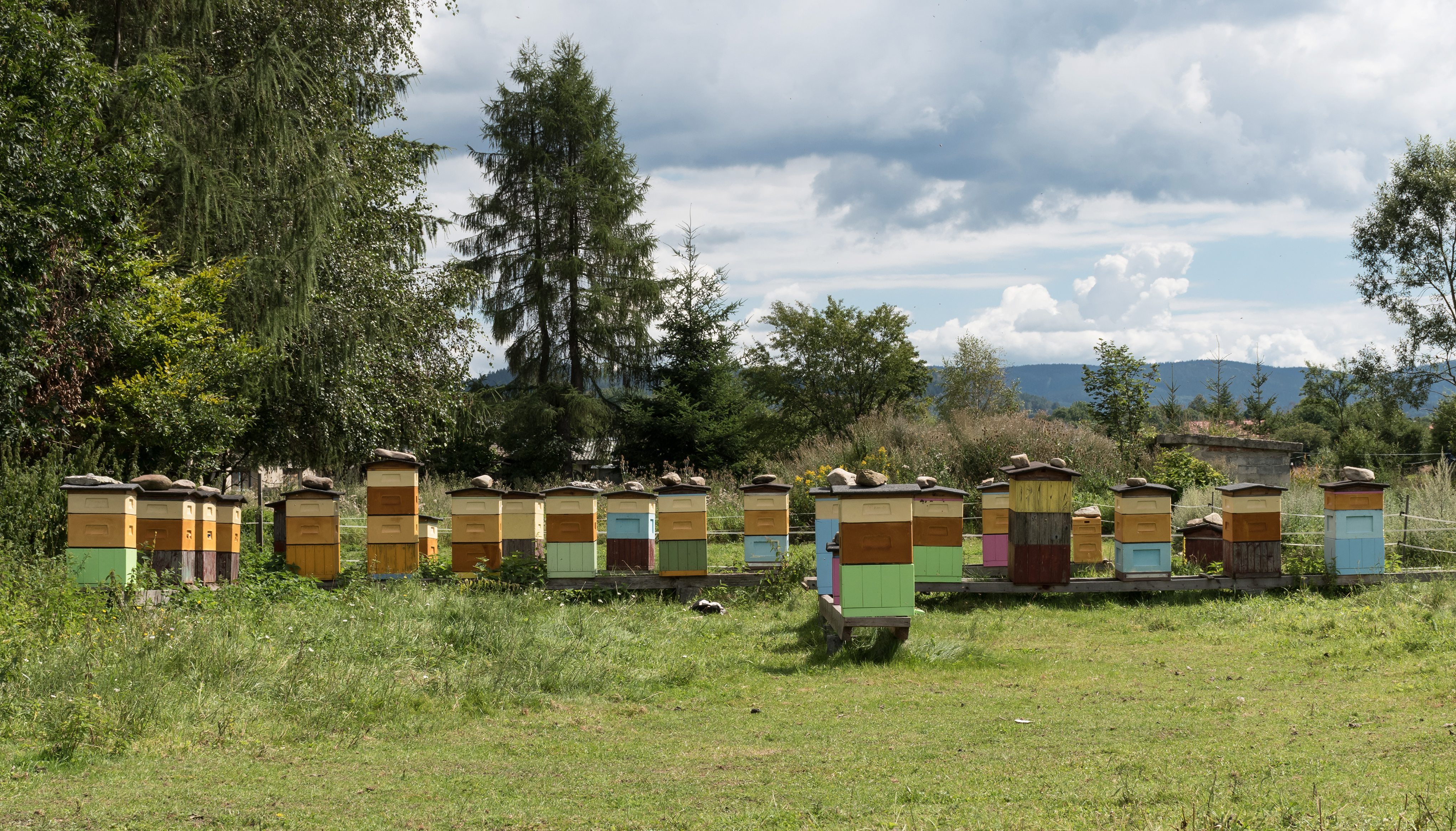
Pasieka na terenie Trzebieszowic

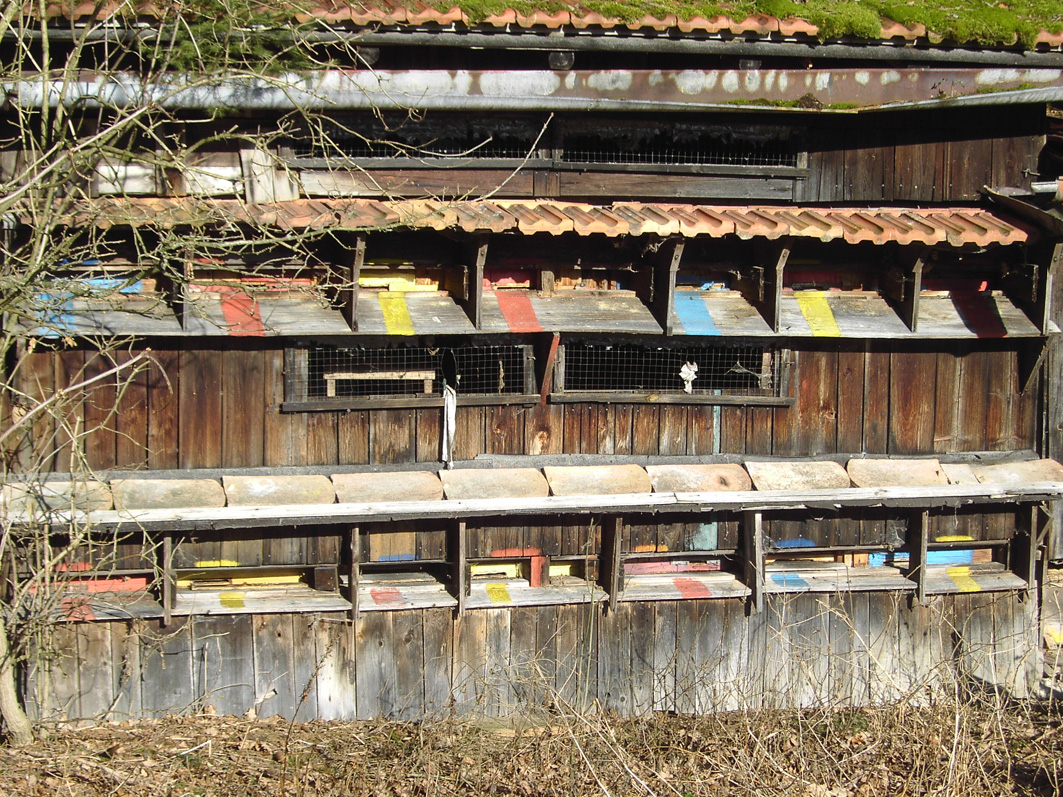
Pasieka w Bawarii

Pasieka – w pszczelarstwie teren z ustawionymi ulami. Jako pasiekę określa się też wszystkie ule danego właściciela – pszczelarza, wraz z jego budowlami i urządzeniami pasiecznymi, ułatwiającymi pracę w pasiece.
O istnieniu na ziemiach polskich pasieki już w czasach piastowskich świadczą liczne nazwy miejscowe, pierwsza zaś wzmianka pisemna o pasiece pochodzi z 1238 roku.
Ewolucja od barci do pasiek naziemnych prowadziła przez pasieki nadziemne. Powszechnie ustawiano wówczas na drzewach pnie stojaki i przez długi czas przypuszczano, że jest to jedyna możliwa forma pasieki. Drzewo, na którym stały ule, zwano stołem, a ul – stawką. W innych rodzajach pasiek nadziemnych ule ustawiano na rusztowaniu z desek na słupach wkopanych wokół drzewa, zwanym stanem lub odrą.
Pasieki naziemne lokalizowano w pobliżu bieżącej wody, w zacisznym miejscu. W okolicach bezleśnych, wokół uli ustawiano płoty obłożone trzciną, słomą lub gliną. W XIX w. na Podolu ogradzano pasiekę dębowym parkanem o wysokości 2 m.
Najokazalej był urządzony pszczelnik, czyli pasieka, w której pszczoły były zabezpieczone nie tylko przed zwierzętami i złodziejami, ale także przed opadami atmosferycznymi. Miał on kształt koła lub czworoboku, przeciętnie o wymiarach 50×50 m. Otaczał go drewniany płot, oblepiony od wewnątrz gliną i zadaszony (z wyjątkiem strony południowej). Ule stały pod dachem przy płocie lub pod zbudowaną na środku placu wiatą.
Ze względu na swoją wartość i umiejscowienie w odludnych miejscach pasieki stanowią łatwy cel kradzieży. W celu ich zabezpieczenia, oprócz stosowania ogrodzeń i psów stróżujących wykorzystywane są m.in. fotopułapki.

## Znane skanseny i pasieki
Duży skansen pszczelarski, z bogatą kolekcją uli, znajduje się na terenie Swarzędza, miejscowości położonej niedaleko Poznania. 
W 2007 roku w okolicy moszawu Rechow w Izraelu odkryto trzy rzędy glinianych, cylindrycznych uli z przełomu XI i X wieku p.n.e. Ustawione były piętrowo na wysokości co najmniej trzech kondygnacji. Są to najstarsze znane ule z tego obszaru.